# Ixodes zaglossi
Ixodes zaglossi este o specie de căpușe din genul Ixodes, familia Ixodidae, descrisă de Glen M. Kohls în anul 1960. Conform Catalogue of Life specia Ixodes zaglossi nu are subspecii cunoscute.